# Igualdad ante la muerte
Igualdad ante la muerte (en francés, Egalité devant la mort) es una pintura al óleo sobre lienzo realizada por el artista francés William-Adolphe Bouguereau en 1848. De 141 cm x 269 cm, se conserva en el Museo de Orsay de París.

## Historia
Después de solo dos años de asistencia a la École des beaux-arts de París, el joven Bouguereau, de veintitrés años, presenta Igualdad ante la muerte con ocasión de su primera participación en el Salón. El tema principal de la obra es la muerte, que tiene la función de poner al mismo nivel a todos los hombres, independientemente de la vida que hayan llevado.
El cuadro sería expuesto en varias exposiciones cuyo tema principal era el desnudo artístico masculino.

## Descripción
El tema de la obra es la representación del ángel de la Muerte en vuelo, portando una mortaja con la que va a cubrir el cuerpo tendido de un joven muerto, completamente desnudo. Abajo, a la izquierda, se observa la firma artística de Bouguereau.